# 야마구치 다쓰야 (축구 선수)
야마구치 다쓰야(일본어: 山口 竜弥, 2000년 2월 9일~)는 일본의 축구 선수이다.

## 구단 경력
그는 2018년 J1리그의 감바 오사카에 입단했다. 2021년 J2리그의 도쿄 베르디로 이적했다. 2023년 J3리그의 에히메 FC로 이적했다. 2023년 J3리그 우승으로 J2리그로 승격했다. 2024년 8월 도쿠시마 보르티스로 이적했다.